# Surjoux-Lhopital
Surjoux-Lhopital község Franciaország Auvergne-Rhône-Alpes régiójában, Ain megyében. Új községként 2019. január 1-jén jött létre Surjoux és Lhôpital egyesítésével. A két korábbi település delegált község státusszal az új község része lett.
```
Lakosainak száma 140 fő 
(2022. január 1.)
.
[
1
]
```

## Népesség
| Lakosok száma | 131  | 137  | 140  | 143  | 141  | 140  |
|               | 2017 | 2018 | 2019 | 2020 | 2021 | 2022 |